# 塞丰河畔穆兰
塞丰河畔穆兰（法語：Moulins-sur-Céphons，法語發音：[mulɛ̃ syʁ sefɔ̃]）是法国安德尔省的一个市镇，位于该省中北部，属于沙托鲁区。

## 地名
《世界地名译名词典》将其纯音译作“穆兰叙塞丰”，虽然“sur”后接非河名的时候地名需纯音译，不过此处“塞丰”确实是一条河流的名称。

## 地理
塞丰河畔穆兰（47°0'37"N, 1°33'23"E）面积32.17 平方千米，位于法国中央-卢瓦尔河谷大区安德尔省，该省份为法国中部省份，北起卢瓦-谢尔省，西北接安德尔-卢瓦尔省，西南接维埃纳省，南至克勒兹省和上维埃纳省，东临谢尔省。
与塞丰河畔穆兰接壤的市镇（或旧市镇、城区）包括：博德尔、布日堡、热埃、勒夫鲁。
塞丰河畔穆兰的时区为UTC+01:00、UTC+02:00（夏令时）。

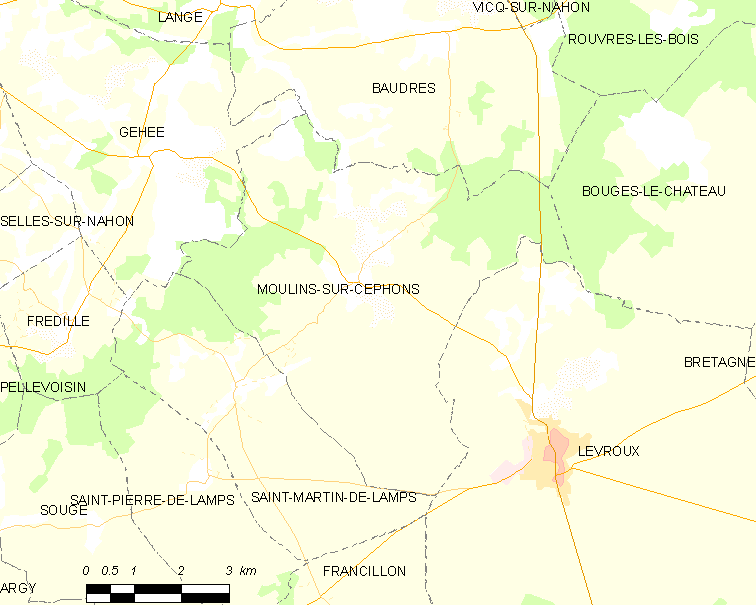
塞丰河畔穆兰的OSM定位图

## 行政
塞丰河畔穆兰的邮政编码为36110，INSEE市镇编码为36135。

## 政治
塞丰河畔穆兰所属的省级选区为勒夫鲁县。

## 人口

1962-2008年间塞丰河畔穆兰人口变化图示

塞丰河畔穆兰于2022年1月1日时的人口数量为277人。